# 주전자닷컴
주전자닷컴은 2005년 10월에 설립된 대한민국의 플래시 포털 사이트이다.
플래시365와 마찬가지로, 사람들이 자발적으로 비영리적인 플래시를 제작하는 커뮤니티를 지향하고 있다.
자작플래시 이외에 퍼온 플래시애니, 플래시게임을 게시하고 있으며, 자사에서 제작한 플래시게임을 서비스 하고 있다.
또한 자작플래시는 플래시작품에 해당되는 플래시애니, 플래시게임을 제작하는 작품란,
버튼애니, 페이퍼게시판, 일러스트, 만화, 강좌 등으로 구성되어 있다.
2019년 2월 게임물관리위원회에 의해 자작게임 서비스가 종료되었다가 부활했다.    
2022년 10월, 운영자의 부재로 서버가 잠시 다운되었다가 복구되었다.  
그리고 2022년 말에 테러가 극심해졌다.  
2023년 1월 리뉴얼 사이트로 바뀌었다.

## 같이 보기
- 곰씨닷컴
- 플래시365